# Freedom (film, 2000)
Pour les articles homonymes, voir Freedom.
Pour plus de détails, voir Fiche technique et Distribution.
Freedom (lituanien : Laisvė) est un film franco-lusitano-lituanien réalisé par Šarūnas Bartas, sorti en 2000.

## Synopsis
Un homme et une femme dans un port. Des hommes embarquent dans un bateau, en mer la douane l'interpelle, le bateau prend la fuite, la douane tire. L'homme et la femme sur une plage. l'homme gis, la femme est assise à côté. La femme part avec deux hommes à travers le désert en bordure de l'océan. L'un des hommes se rend à une tente et en repart avec du pain qu'il mange en totalité et ramasse sur la plage des crabes. Des militaires arrivent à la tente. L'homme et la femme restés seuls continuent leur route et se réfugient dans une ruine. Les militaires y passent mais ne les y trouvent pas. Le deuxième homme les rejoint et leur donner des crabes pour qu'ils se nourrissent. Le premier laisse les crabes s'échapper et frappe l'autre qui s’enfuit. Après avoir longtemps marché, l'homme et la femme atteignent un village. La femme s'y rend et demande à y rester. on le lui refuse. L'homme marque de la compassion envers la femme. Ils repartent. La femme n'arrive plus à avancer. L'homme se traîne vers l'océan.
Ici, comme dans beaucoup de films de Bartas, il n'y a pratiquement que des plans fixes. Il y a bien quelques paroles, mais la communication ne s'établit pratiquement pas entre les êtres.

## Fiche technique
- Titre original : Freedom
- Titre lituanien : Laisvė
- Producteur : Paulo Branco
- Format : couleurs - 1,66:1 - Dolby - 35 mm
- Collaboration : Ymer Films (Maroc)
- Participation : CNC, Ministère de la culture de Lituanie, Hubert Bals Fund (Rotterdam), Kultüros ir Sporto Rèmimo Fondas (Litunanie)
- Soutien : Eurimages

## Distribution
- Valentinas Masalskis : l'homme
- Fatima Ennaflaoui : la fille
- Axel Neumann : l'autre
- Bedda Barraha
- Habib el Kilali
- Ahmed Ennaflaoui
- Zahra Lahmicha
- Moustafa Bouzaid
- Kadidja Boumrir
- Said Chihab
- Bennah Choufir
- Ali Moulahoud